# Haemanthus coccineus
Haemanthus coccineus (L., 1753), comunemente noto come il giglio di Santa Candida, è una pianta bulbosa appartenente alla famiglia delle Amaryllidaceae, originaria di Namibia e Sudafrica.

## Descrizione
La pianta è costituita da un bulbo irregolare. Le foglie sono verdi e lanceolate, mentre i fiori sono rossi. I fiori si formano senza foglie, esse si formeranno dopo la fioritura.

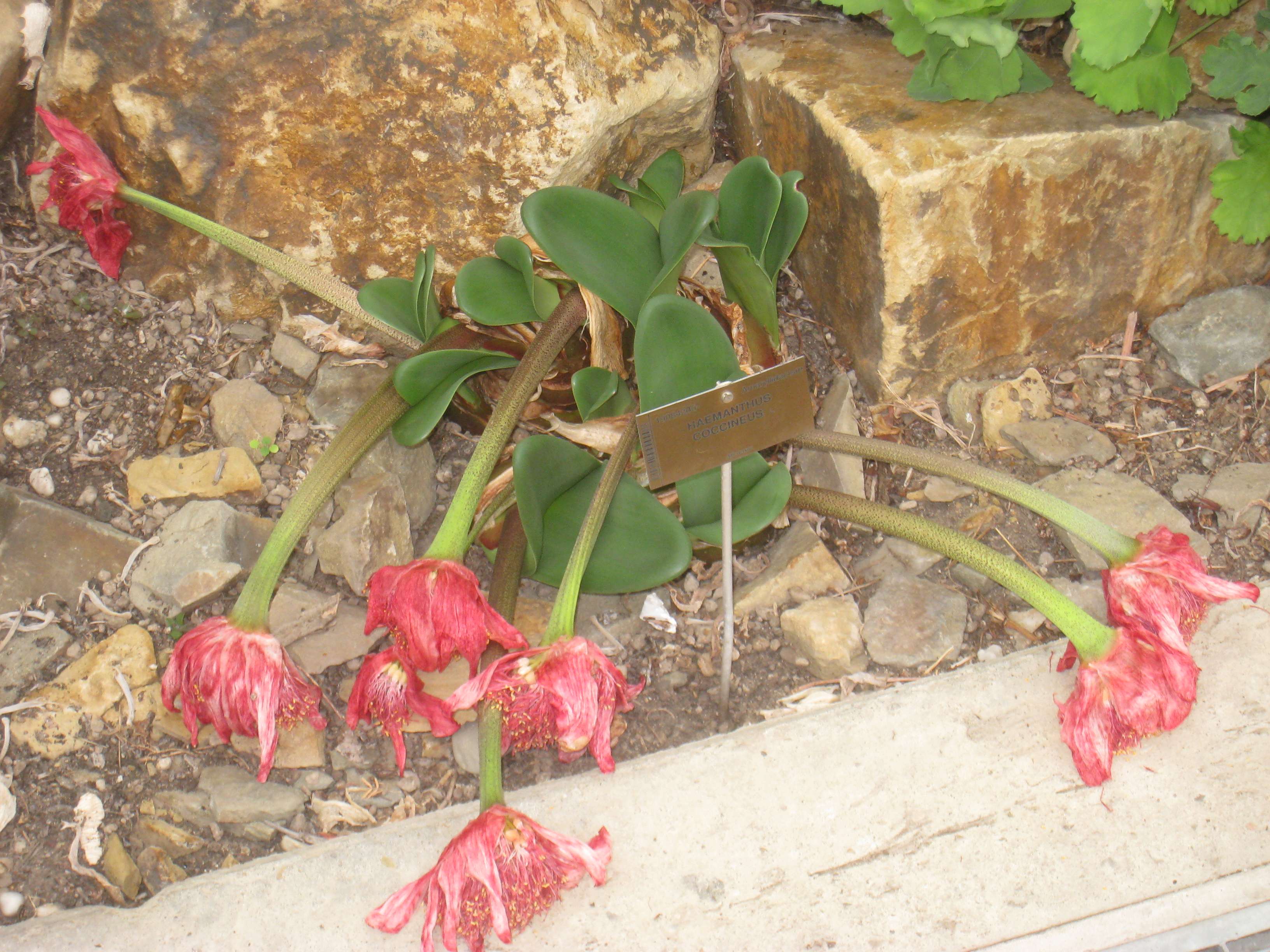
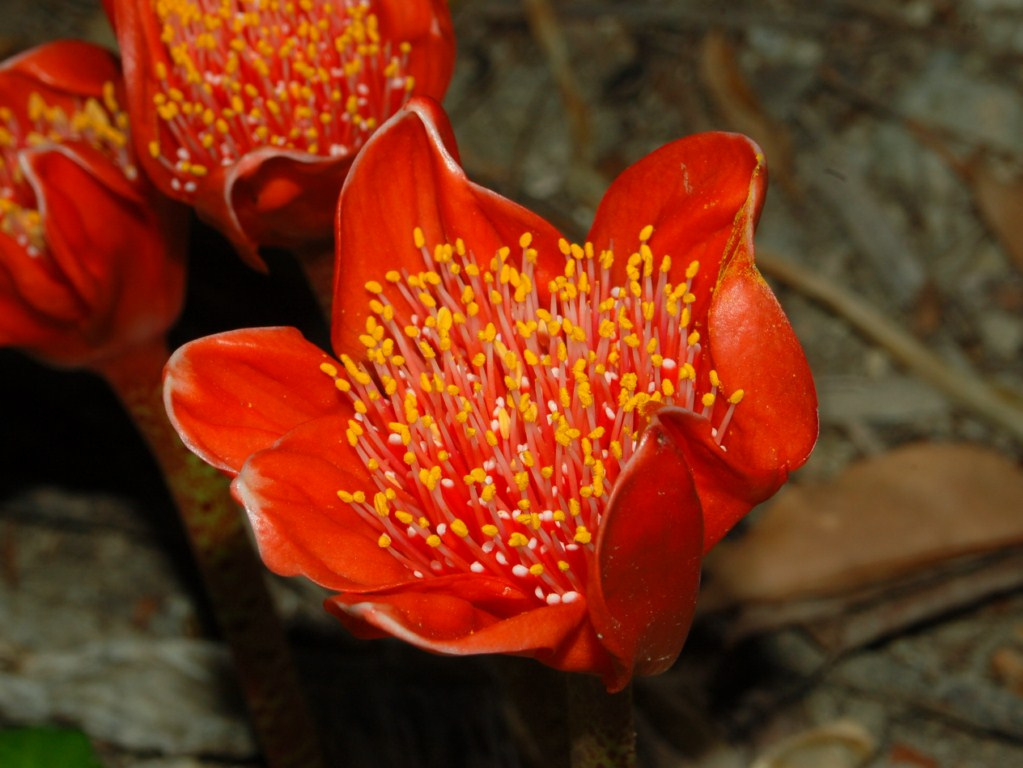
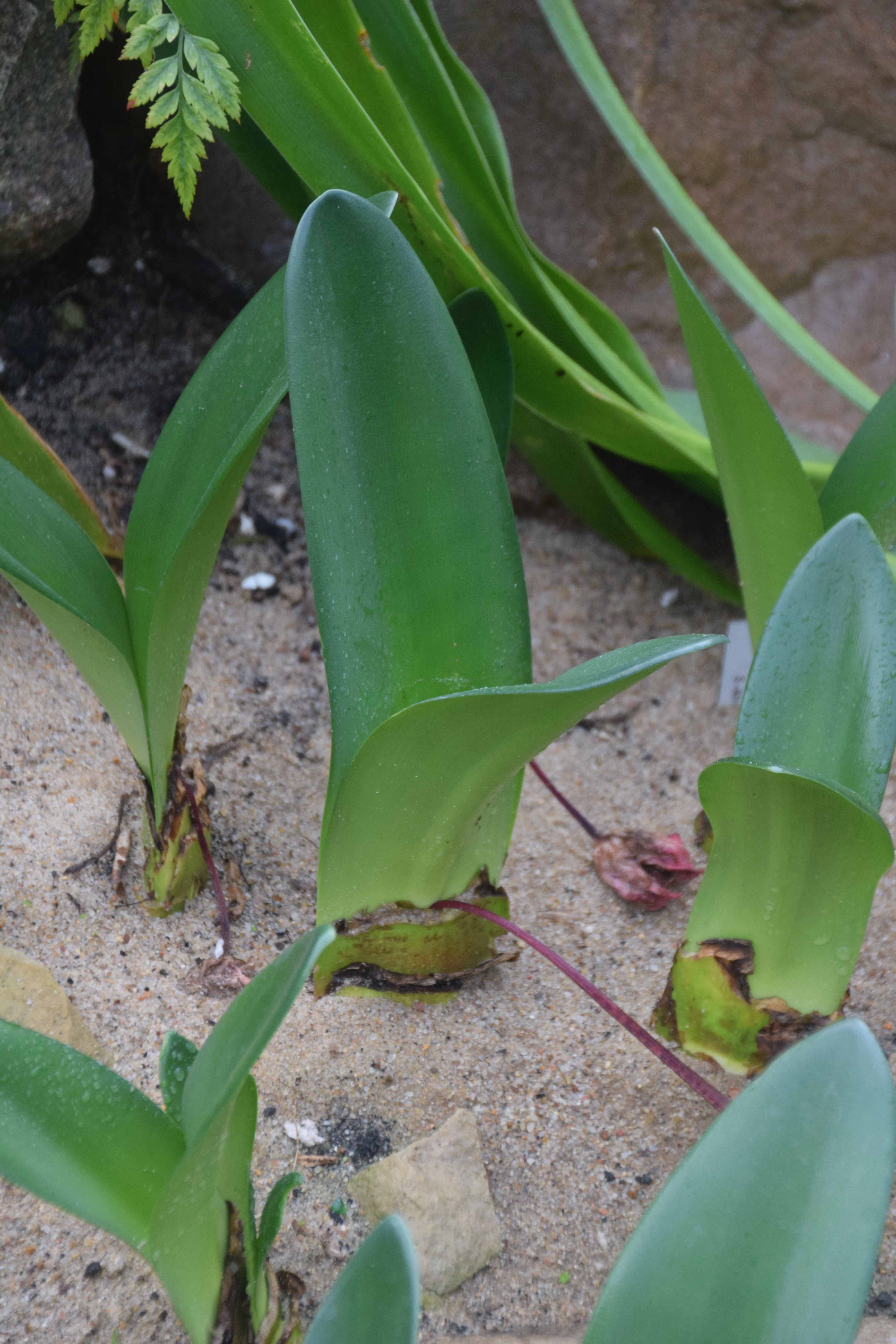

## Distribuzione e habitat
La pianta è originaria delle Province del Capo, in Sudafrica, e della parte meridionale della Namibia.

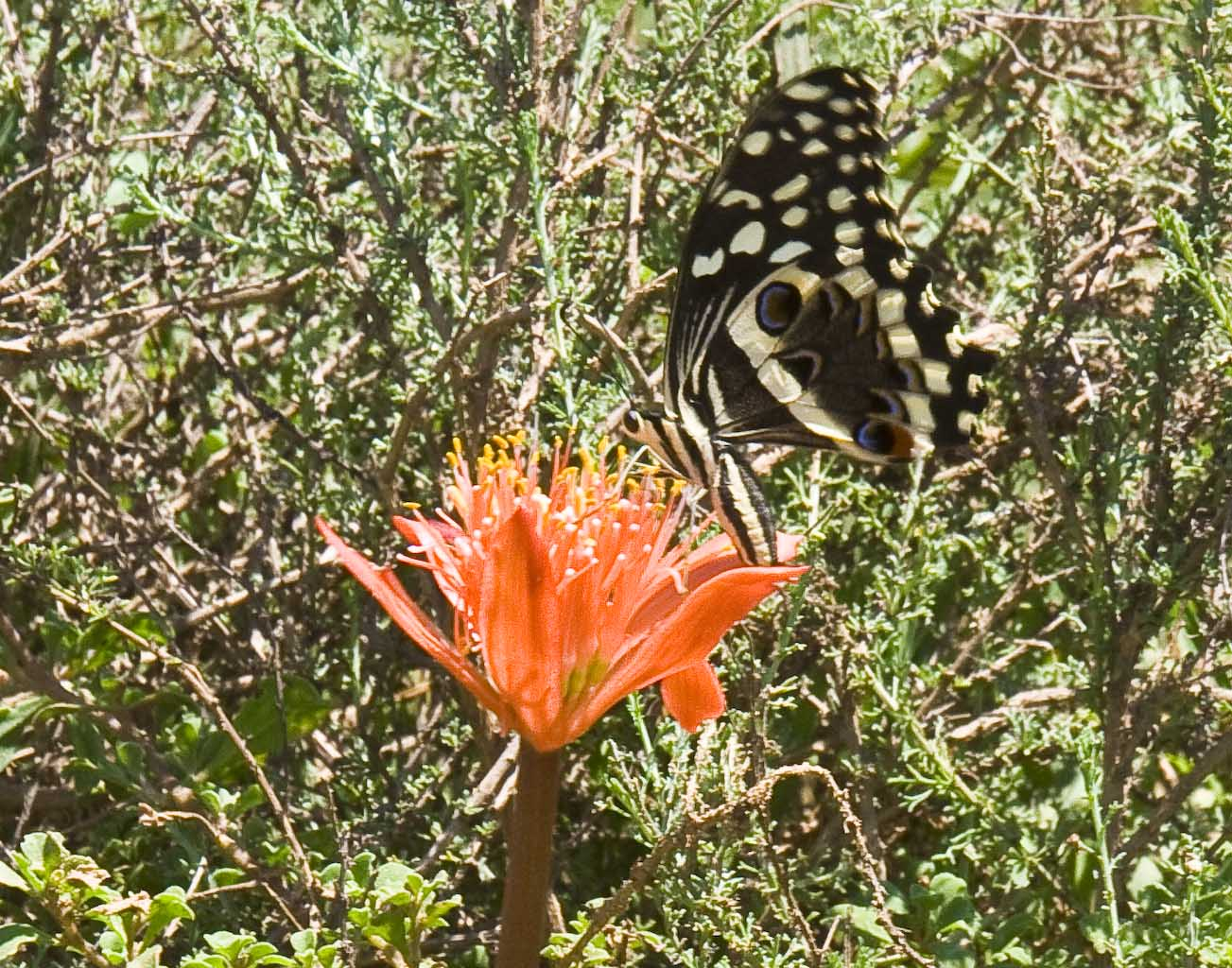
Papilio demodocus su Haemanthus coccineus